# Ririe
Ririe est une ville américaine située dans les comtés de Jefferson et de Bonneville, dans l’État de l’Idaho.
Selon le recensement de 2010, Ririe compte 656 habitants, résidant essentiellement dans le comté de Jefferson, seuls 58 vivent en effet dans le comté de Bonneville.
La municipalité s'étend sur 0,49 mille carré (1,27 km2), dont 0,46 mille carré (1,19 km2) dans le comté de Jefferson.